# Фонарный столб (Нарния)

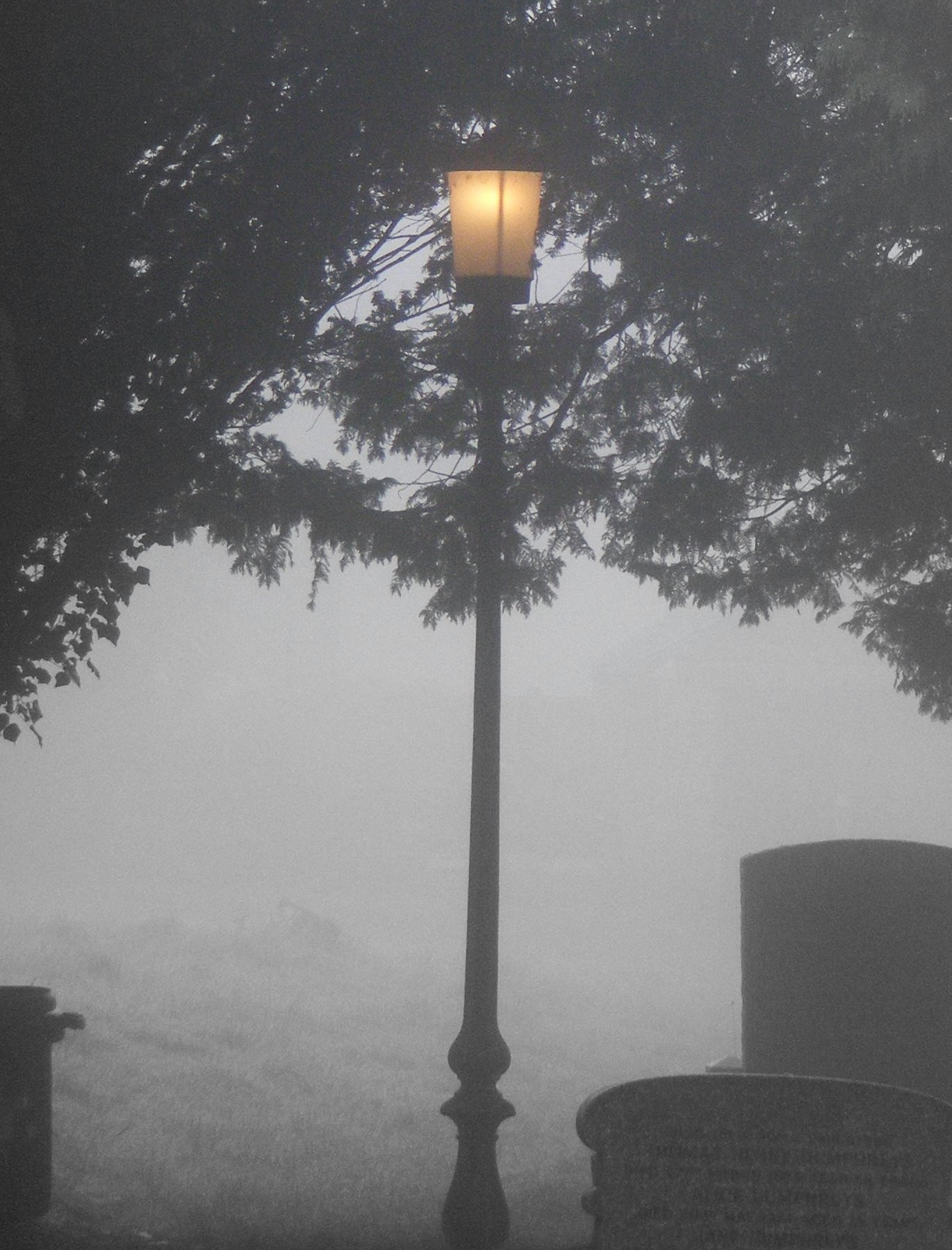

Фонарный столб (англ. Lantern, Lamp-post) — вымышленный К. С. Льюисом фонарный столб, который упоминается в серии книг «Хроники Нарнии». В книге «Лев, колдунья и платяной шкаф» Люси находит фонарный столб, стоящий посреди леса, когда попадает в Нарнию через Платяной шкаф.
Сам фонарный столб появился вместе с рождением Нарнии (см. книгу «Племянник чародея»). Джадис принесла с собой кусок фонарного столба из нашего мира. Попав в землю Нарнии, он дал жизнь новому фонарному столбу, подобно тому, как из куска яблони может вырасти новое дерево. Такое было возможно лишь в первые часы рождения Нарнии. Внешне фонарный столб почти ничем не отличается от лондонских фонарей конца XIX века. Он железный и в его навершии горит огонь, освещая окружающее пространство.
Фонарный столб дал название равнине Нарнии — равнине Фонарного Столба (англ. Lantern Waste). В другом варианте перевода это место называлось Землёй пустого света.
Одно из званий короля Эдмунда Справедливого было «Герцог равнины Фонарного Столба».